# Mistr Rajhradského oltáře
Mistr Rajhradského oltáře (nověji uváděn jako Mistr Olomouckého oltáře) byl český gotický malíř činný v první polovině 15. století.

## Život
Malíř se vyučil v Praze v době před vypuknutím husitských bouří a po roce 1420 patrně sídlil na Moravě v Olomouci nebo v Brně, kde vedl vlastní dílnu. Do Prahy se mohl vrátit ve 30. letech v době panování Zikmunda Lucemburského. Pod jeho vlivem vznikla převážná část děl jihočeské deskové malby druhého a třetího desetiletí a některá díla v okolních zemích (Ostřihomský oltář, 1427, Bamberský oltář, 1429, Linecké Ukřižování, 1930)
Jméno tohoto mistra se odvozuje od jeho hlavního díla - tzv. Rajhradského oltáře, jehož pět desek bylo od konce 18. století v obrazárně benediktinského kláštera v Rajhradě a odtud byly odkoupeny do Moravské galerie v Brně. Oltář byl ale ve skutečnosti původně určen pro kostel sv. Mořice v Olomouci, kde je zaznamenán v písemných pramenech z roku 1440.
O životě samotného malíře se žádné údaje nedochovaly. Pokud jde o rajhradský oltář, existuje pravděpodobnost, že ho objednal Heinrich Seuftleben, bývalý kaplan Zikmunda Lucemburského, který roku 1440 převzal na dva roky olomouckou faru sv. Mořice a mohl znát malíře z doby svého pobytu na císařském dvoře v Praze.

## Dílo

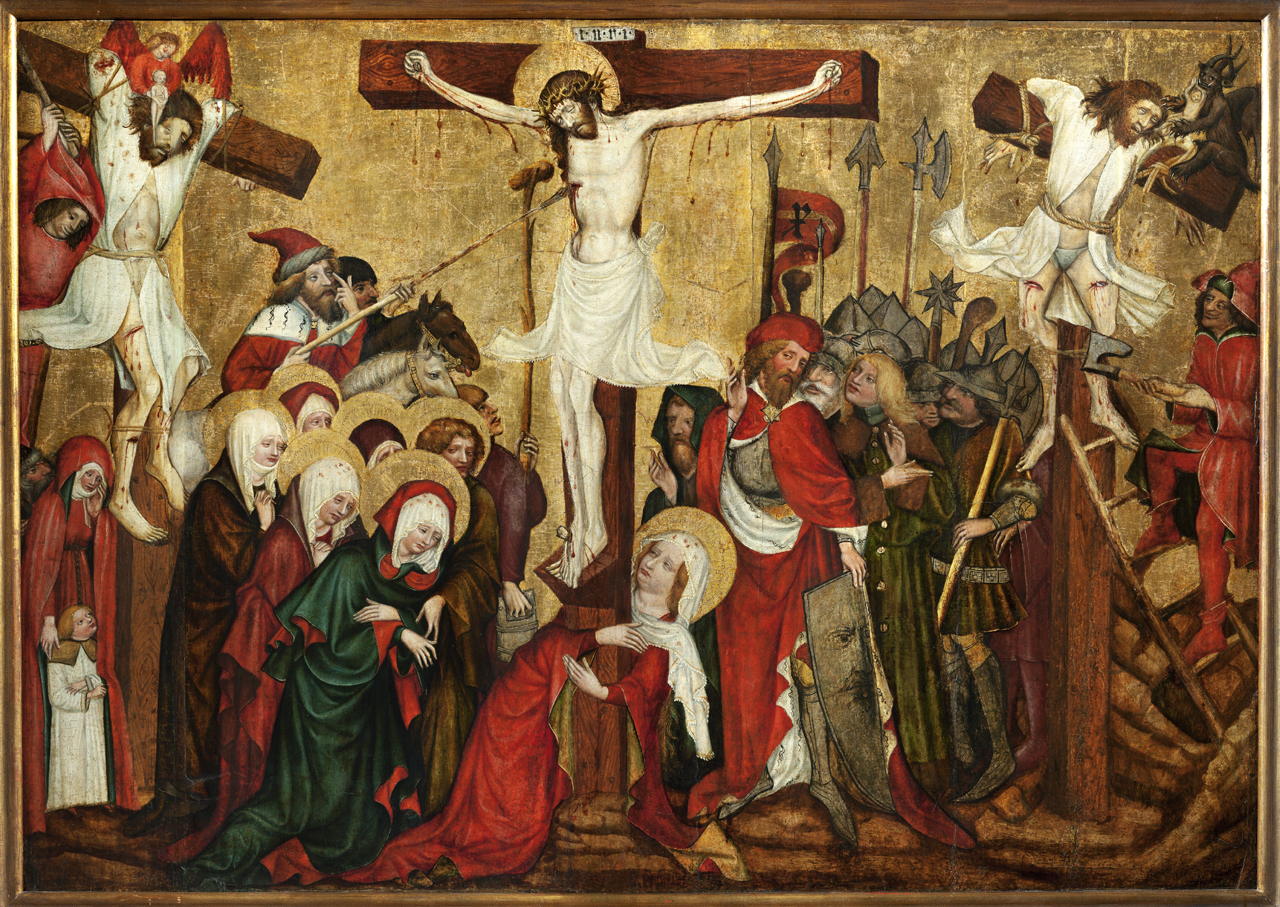
Ukřižování z Nových Sadů, Národní galerie v Praze

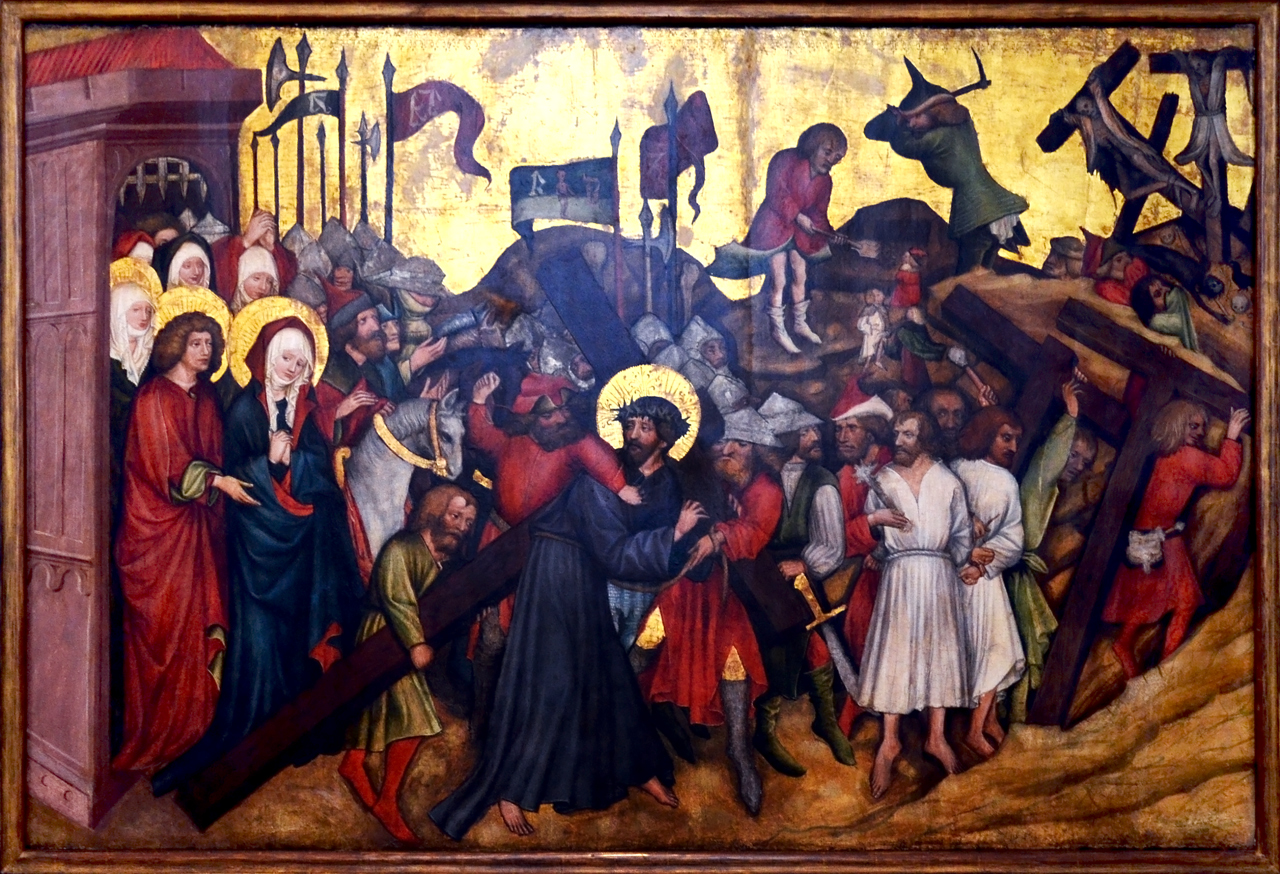
Rajhradský oltář, Nesení kříže, Moravská galerie v Brně

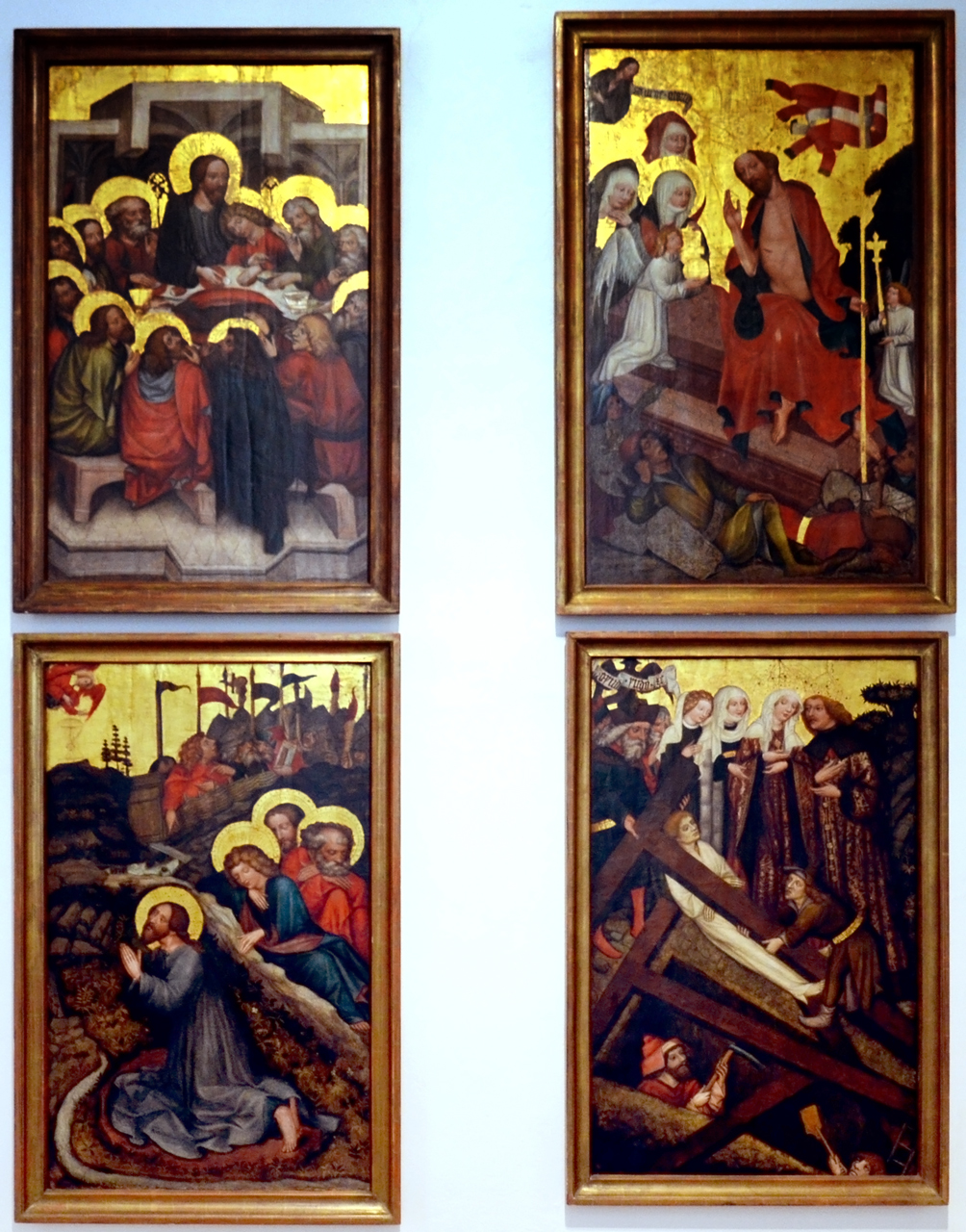
Rajhradský oltář, křídla, Moravská galerie v Brně

Mistr Rajhradského oltáře navazuje na díla pozdního krásného slohu (Roudnický oltář, Madona svojšínská) a spojením domácí tradice se západoevropským stylem završuje vývoj českého deskového malířství lucemburské éry. Vychází z deskové malby Mistra Třeboňského oltáře a užívá šerosvitný efekt, zářivé barvy s převahou červené i drobnopisné detaily dobových oděvů nebo zbroje. Z krásného slohu už přejímá pouze typ tváří kladných postav a stylizaci jejich roucha.
Jeho obrazy vyjadřují změněný vztah ke skutečnosti, kde hlavní roli přejímá narativní složka a dramatický děj je zdůrazněn množstvím naturalistických detailů. Vedlejší postavy, jejichž expresivní výraz obličeje se někdy přibližuje karikatuře, mají jednodušší a více realistické oděvy. Malíř zaplňuje plochu obrazu množstvím figur a rozvádí děj do drobných epizod. Pokouší se vytvořit iluzi prostoru diagonálním uspořádáním scény nebo vytvořením druhého plánu s menšími figurami, ale většinou užívá jednotné zlacené pozadí.

### Díla autora a jeho dílny

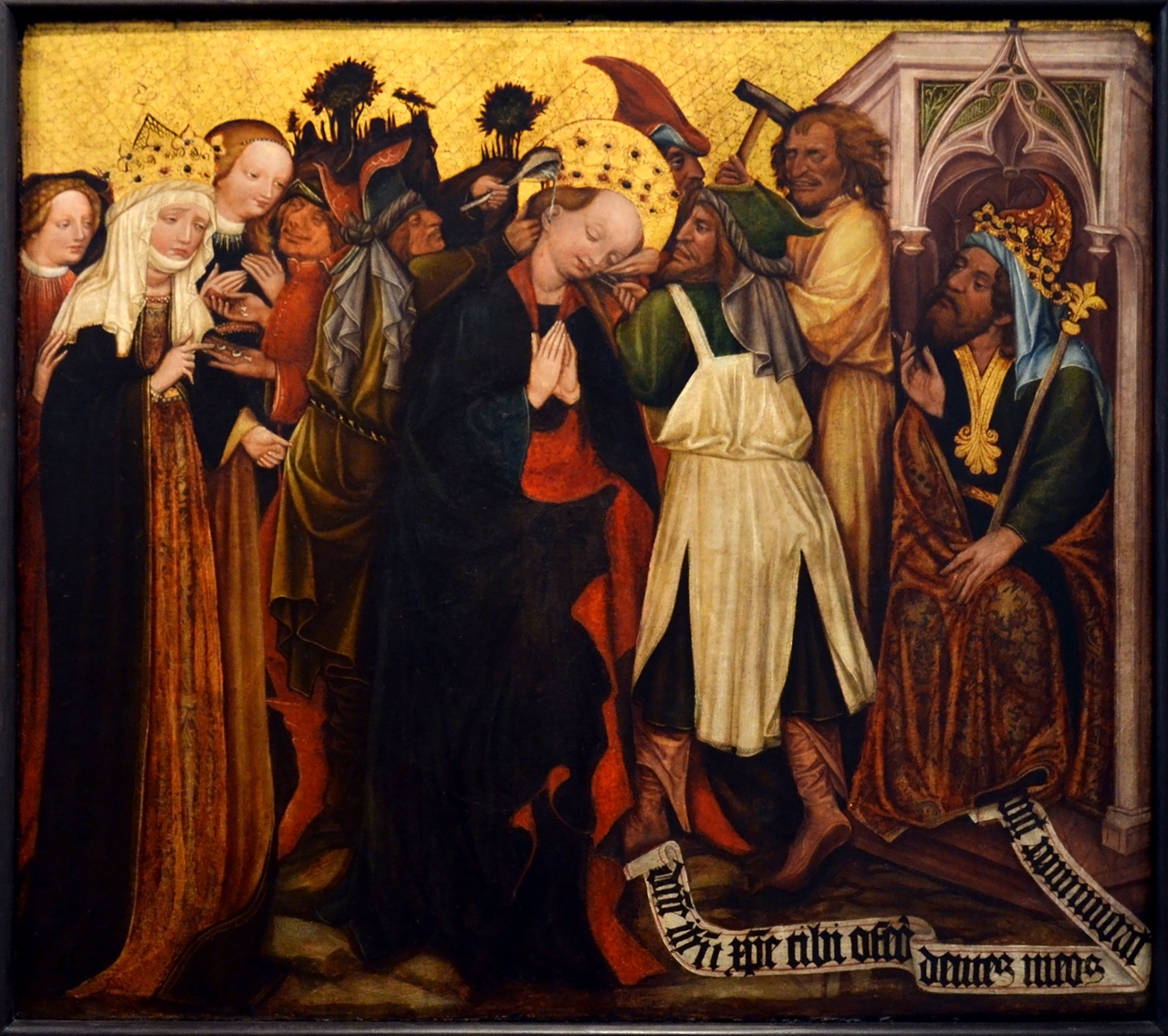
Deska z Náměšti, Umučení sv. Apoleny, Moravská galerie v Brně

- Rajhradský oltář, 5 desek s výjevy Nesení Kříže[3] (polovina centrální části oltáře), Poslední večeře, Kristus na hoře Olivetské (nebo Modlitba v zahradě Getsemanské), Zmrtvýchvstání Krista, Nalezení a zkoušení pravého sv. Kříže sv. Helenou a Konstantinem (oltářní křídla), Moravská galerie v Brně
- Ukřižování z Nových Sadů (druhá polovina centrální části rajhradského oltáře), Národní galerie v Praze
- Svatojakubský oltář (osm deskových obrazů, původně součást retáblu s martyriem sv. Jakuba a výjevy ze života Panny Marie)
- Deska z Náměště nad Oslavou (oboustranně malovaná deska s výjevy Umučení sv. Apoleny (vnější strana), Umučení sv. Kateřiny (vnitřní strana)), Moravská galerie v Brně.

### Příbuzná díla
- Madona vyšebrodská
- Madona vratislavská
- Oltářní triptych s Ukřižováním a světicemi (zv. Oltář Reininghausův)
- Oltářní triptych sv. Jana Křtitele (Oltář zátoňský)
- Oltář z Hýrova